# Прапор есперанто

Прапор есперанто

Прапор есперанто, есперантиський плакат або Зелений прапор є одним із символів руху есперанто. Він складається із зеленої тканини, що має у верхньому лівому куті білий квадрат із зеленою зіркою; спочатку на зірці була літера Е. Її зелений колір символізує надію, білий - мир і нейтралітет, а п'ятипроменева зелена зірка, п'ять (за традиційним рахунком) материків світу. 
Спочатку (з дещо іншими пропорціями) це був прапор клубу есперанто в Булонь-сюр-Мер ( Франція ), за задумом членів Альфреда Мішо, сержанта Люсьєна та Моріса Духохоя . За декотрий час до з'їзду троє есперантистів відвідали купця Граса, на вулиці Файдербе 14. Тоді Духохой попросив крейду, і намалював на прилавку квадрат. Потім вони задумалися, що робити. Духохой хотів зелений плакат з трьома кольоровими смугами, сержант Люсьєн висловився, що краще не буде націоналізувати плакат, а Мішо наполягав на тому, щоб він містив зірку. Сержант Люсьєн також нагадав, що указ про префекта у відомстві вимагає, щоб суспільні хоругви мали розпізнавальний знак, тому він каже, що потрібно написати літеру E посеред зірки. 
В крамниці негайно замовили плакат: він був півтора метри завдовжки та один метр завширшки; білий квадрат був п'ятдесят сантиметрів. Через кілька днів, протягом перших днів серпня, плакат вже висів вулицями міста, на багатьох будинках, на фасаді театру та у Великому кафе, де було організовано прийом першого Всесвітнього конгресу есперанто 1905 року. 9 серпня 1905 року пунктом на порядку денному з'їзду був прапор. Островський був оратором, який взяв один із прапорів на балконі театру і сказав: «Не будемо жартувати, прапор, який приведе нас до перемоги, який буде вести нас у майбутньому та майоріти у всіх країнах світу, вже й так є». Конгрес одноголосно прийняв цю пропозицію. Заменгоф підписав перші два транспаранти, один був подарований Мішо, другий сержанту Люсьєну, який зберігав прапор 23 роки, а потім подарував прапор музею-есперанто у Відні. 
Esperanto Civito, засноване в 2001 році як інститут міжнародного права, прийняло прапор як офіційний. 
Співвідношення прапора становить 2:3 (дві одиниці висоти на три одиниці довжини). Це співвідношення 3: 2 = 1,5 близьке до значення 1,618 (співвідношення золотого перетину). 
Деякі есперанти виступають проти його використання, для сторонніх можуть здатися за сектанський або націоналістський символ . Тому вони вважають за краще використовувати більш сучасні символи, наприклад, так званий ювілейний символ, який спочатку розглядали як символ ювілею есперанто. Насправді, ювілейний символ використовується в першу чергу як символ нинішнього UEA; це офіційний символ Фламандської ліги есперанто і дуже часто використовується в молодіжному русі-есперанто. 

## Зеленуватість прапора
Незрозуміло, чи існував колись "офіційний" колір для прапора, символів есперанто. Традиційний вебсайт "Прапори світу" містить кілька прапорів есперанто, а основний прапор тут використовує колір  009900 .  [Архівовано 8 серпня 2020 у Wayback Machine.]
Згодом офіційна емблема TEJO, прийнята її під час правлінням у 2009 році, використовує як основний колір  007D13 . Загально відомий прапор есперанто, який був випущений мільйонам користувачам Google у 2009 році, має приблизний базовий колір  37A93A . 
Esperanto Civito (який "зробив офіційним" для різних ступенів адаптації кілька загальновживаних символів есперанто) використовує в своєму гербі колір  2C693F на власному вебсайті  . 
Офіційно використовується сучасний додаток до прапора, Ювілейний символ  CCE82E  (Pantone 389), а в версії, названій в однойменній статті Вікіпедії «базовим», він використовує колір  008000 .  
Сторічний символ, офіційно прийнятий UEA, використовує зелений колір у своїй п'ятикольоровій схемі  1B9332  а в його остаточному варіанті - зелений  158A44 .
Офіційні прапори, які використовуються у Великій Британії, зеленого кольору  009F6B .[уточнити]

## Зовнішні посилання
- Вебсторінка проти використання Зеленої зірки [Архівовано 20 лютого 2017 у Wayback Machine.]
- Esperanta Civito: Про використання прапора есперанто [Архівовано 18 лютого 2020 у Wayback Machine.]